# Kandia (Süßwarenhersteller)
Kandia war ein rumänischer Süßwarenhersteller aus Timișoara, als Lebensmittelmarke ist der Name bis heute auf dem rumänischen Markt präsent. Die Firma stellte als erstes Unternehmen auf dem Gebiet des heutigen Rumänien Milchschokolade her und galt somit als älteste Schokoladenfabrik des Landes. Weitere Produkte waren Bonbons, Obstkonserven und Marmeladen. 

## Geschichte

### Anfänge
Das Unternehmen wurde 1890, zu Zeiten des Königreichs Ungarn, im damaligen Temesvár gegründet. Es handelte sich anfänglich um eine Manufaktur mit je nach Quelle sechs bis acht beziehungsweise zehn bis fünfzehn Mitarbeitern, die der Familie des Unternehmers Mór (Moritz) Biedl gehörte.
Bereits 1895 nahm die Firma die industrielle Fertigung auf und hieß fortan Orient Czukorka- és Chocoládéáru-gyár, auch Csokoládéáru-gyár geschrieben, beziehungsweise deutsch Orient Canditen- und Chocoladewaren-Fabrik. Der Hauptsitz befand sich im Stadtbezirk Gyárváros, heute Fabric, in der Fő utca Nummer 32, der heutigen Strada Dacilor. Weitere Niederlassungen waren in der Andrássy út Nummer 8, heute Bulevardul 3 August 1919 und in der Hunyadi utca 10, heute Bulevardul 16 Decembrie 1989. Später konnte das Unternehmen direkt neben der örtlichen Brauerei ein Grundstück auf der sogenannten Bräuhauswiese erwerben. Dieses Gelände an der heutigen Strada Iohan Heinrich Pestalozzi 22, die damals Sonazla Sor und zwischenzeitlich Strada Învățătorilor hieß, war 750 Quadratmeter groß. 

### Börsengang
1909 erfolgte die Umwandlung in eine Aktiengesellschaft, die sich Első Délmagyarországi Gőzczukorka- és Csokoládégyár beziehungsweise Erste Südungarische Dampfkanditen- und Schokoladenfabrik nannte und damals im Jahresdurchschnitt bereits 125 bis 130 Angestellte beschäftigte. Mit Hilfe einer 40 PS starken Dampfmaschine entstanden jährlich 9000 bis 10.000 Zentner Süßwaren. Diese exportierte das Unternehmen auch in die benachbarten Balkanländer beziehungsweise ins damalige österreich-ungarische Kondominium Bosnien-Herzegowina. Langjähriger Generaldirektor in jener Epoche war der Industrielle, Privatbankier und Rotarier Zsigmond Szana, dessen Temesvári Bank – ab 1919 Banca Timișoara – ab dem Börsengang als Haupteigner der Schokoladenfabrik fungierte.

### Umbenennung
Ab 1917 nannte sich das Unternehmen schließlich Kandia. Der Überlieferung nach stammte die neue Bezeichnung von Candia ab, der historischen venezianischen Bezeichnung der Insel Kreta beziehungsweise deren Inselhauptstadt Iraklio. Dieser Name wird sowohl in ungarischer als auch in deutscher Sprache Kandia geschrieben. Die Umbenennung ging auf Direktor Szana zurück, der auf seinen häufigen Reisen nach Griechenland die kretischen Süßwaren schätzen lernte. Zugleich wurde damit aber auch eine Kontinuität zum vorhergehenden Namensbestandteil Dampfkanditen geschaffen. Kanditen beziehungsweise veraltet Canditen geschrieben ist ein Austriazismus für kandierte Früchte im Speziellen beziehungsweise Süßigkeiten im Allgemeinen. Als Beinamen wählte das Unternehmen die Bezeichnungen Cukorka-, csokoládé és konzervgyár beziehungsweise Zuckerwaren-, Schokoladen- und Konservenwerke, in der rumänischen Zeit zusätzlich Fabrică de bonboane, ciocolată și conserve. Ab 1918 besaß das Werk zudem einen direkten Gleisanschluss an den Güterverkehr der Straßenbahn Timișoara.

### Umzug
Nachdem das Banat ab 1920 in Folge des Vertrags von Trianon zu Rumänien gehört hatte, gelang es der Kandia im neuen Absatzgebiet Großrumänien – zu dem nun außer dem Banat auch Siebenbürgen, Bessarabien und die Bukowina gehörten – zum Marktführer zu werden. Dadurch wurde die neue Produktionsstätte bereits nach wenigen Jahren zu klein, weshalb die Kandia 1924 ein weiteres Mal umzog. Neues Firmendomizil war der heutige Stadtbezirk Iosefin, damals Principele Carol genannt. Dort ließ die Firma im Jahr zuvor auf dem Grundstück Strada Iancu Văcărescu 1–5, das heißt gut drei Kilometer südwestlich der bisherigen Produktionsstätte gelegen, ein neues vierstöckiges Gebäude errichten. Zum Zeitpunkt des Umzugs beschäftigte die Fabrik bereits 300 Arbeiter und 30 Angestellte.
Den alten Unternehmenssitz in der Fabrikstadt übernahm die Farben- und Lackfabrik Leda, die ihn aber schon 1936 an die Batteriefabrik Dura weiterreichte.
1940 übernahm die schließlich Julius Meinl S.A.R. aus der rumänischen Hauptstadt Bukarest, das heißt die rumänische Tochter der österreichischen Julius Meinl AG, 25 Prozent der Kandia-Geschäftsanteile.

### Verstaatlichung
Nach der Verstaatlichung in Folge des Nationalisierungsgesetzes vom 11. Juni 1948 stieg die Zahl der Angestellten in der sozialistischen Zeit auf 1500 Personen, darunter überwiegend Frauen. Ursächlich hierfür waren nicht zuletzt einige Fusionen. So fungierte beispielsweise nach 1950 die, schon 1885 gegründete, ehemalige Bonbonfabrik in Vinga als Unterabteilung der Kandia in Timișoara. Am Hauptsitz in Timișoara waren in Hochzeiten bis zu 800 Menschen beschäftigt. 
1964 führte die Kandia den Schokoriegel ROM ein, der auf den Landesnamen România anspielt und traditionell in den Staatsfarben blau, gelb und rot verpackt wird, heute eine der ältesten Marken des Landes. 1979 folgte der Kuchenriegel Măgura. Weitere Marken waren „Ambasador“, „Anca“, „Ideal“ oder „Jucăriile mele“.

### Niedergang und Abwicklung
Die Rumänische Revolution von 1989 beendete die Planwirtschaft, leitete aber letztlich den wirtschaftlichen Niedergang der Schokoladenfabrik ein, auch wenn sie mit 600 bis 700 Angestellten noch in den 1990er Jahren zu den 500 größten Unternehmen Osteuropas gehörte. Nach der Reprivatisierung des Unternehmens zum 5. November 1998 übernahm schließlich 2003 die Bukarester Schokoladenfabrik Excelent, ehemals Regina Maria, die wiederum großteils der Julius Meinl AG gehörte, 60 Prozent der Kandia-Aktien. Mit der bald darauf folgenden Fusion der beiden Unternehmen endete aus Rentabilitätsgründen im August 2004 letztlich nach 114 Jahren die Produktion am Standort Timișoara. Die neu entstandene Firma Kandia-Excelent stellte ihre Waren fortan nur noch in der Hauptstadt her. Die zuletzt 200 Mitarbeiter in Timișoara verloren damit ihre Arbeit. Es entstand der führende rumänische Süßwarenhersteller mit 850 Mitarbeitern und einem Marktanteil von mehr als 20 Prozent, den Meinl aber schon 2007 an den Cadbury Schweppes-Konzern weiterverkaufte.